# Classe T-1
La classe T-1 forme deux sous-marins conçus par la marine américaine et construits au début des années 1950 pour servir dans la formation du personnel sous-marin et le test de l'équipement sous-marin. Les deux sous-marins de la classe ont servi dans ces rôles pendant plus de 19 ans.

## Conception et construction
À l'exception des 25 premiers sous-marins de développement pré-Première Guerre mondiale, la classe T-1 fait partie des plus petits sous-marins opérationnels jamais construits pour la marine américaine. La première unité est prévue dans le cadre du projet SCB 68 en tant que submersible auxiliaire expérimental avec le numéro de coque AGSS-570, mais à la place est construit comme sous-marin d'entraînement l'USS T-1 avec le numéro de coque SST-1. Son navire jumeau, l'USS T-2, est dénommé SST-2.
La classe T-1 est construite pour ressembler à la classe M soviétique de 160 tonnes, dont plus de 100 sont en service en 1950. On pense que la classe M serait efficace dans des eaux restreintes telles que la mer Baltique et certaines parties de la mer Méditerranée. La classe T-1 est construite pour entraîner les forces de guerre anti-sous-marine (ASM) contre les sous-marins de faibles tonnages.
Les deux sous-marins sont construits par le chantier naval Electric Boat de Groton de la General Dynamics à Groton, dans le Connecticut, en 1952–1953.

## Historique
Les deux sous-marins entrent en service en 1953 et sont renommés en 1956, le T-1 devenant l'USS Mackerel (SST-1) et le T-2 devenant l'USS Marlin (SST-2). Les deux opèrent principalement dans les eaux de la Floride et des Caraïbes pour former le personnel sous-marin, servir de cibles pour l'entraînement au sonar, à la guerre anti-sous-marine et les testes l'équipement sous-marin. Ils sont retirés du service simultanément lors d'une cérémonie en 1973.

## Navires de la classe

### USSMackerel(SST-1), ex-USST-1, ex-AGSS-570
L'USS Mackerel (SST-1), prévu sous le numéro de fanion AGSS-570, est mis en service sous le nom d'USS T-1 (SST-1) en octobre 1953 et est retiré du service en janvier 1973. Un point culminant de sa carrière fut les tests d'équipement pour le NR-1 Deep Submergence Craft en 1966–1967. Le navire est coulé comme cible en 1978.

### USSMarlin(SST-2), ex-USST-2
L'USS Marlin (SST-2) est mis en service sous le nom d'USS T-2 (SST-2) en novembre 1953 et retiré du service en janvier 1973. Donné comme navire musée en août 1973, il est exposé à compter du 20 août 1974 au Freedom Park à Omaha, au Nebraska.